# 綱切橋
綱切橋（つなきりばし）は、長野県飯山市大字静間字新町 - 大字木島字安田の千曲川に架かる長野県道38号飯山野沢温泉線の橋長304メートル (m) の桁橋。

## 概要
飯山市街地と対岸の安田地区を結ぶ。

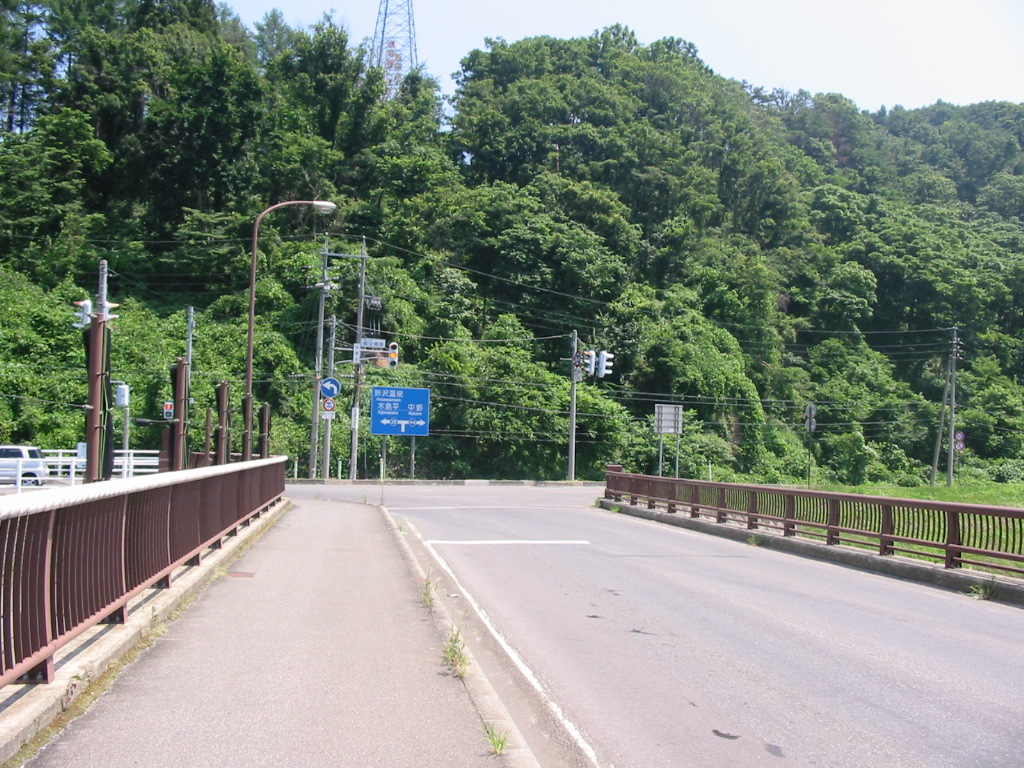
綱切橋上（右岸側）

- 形式 - 2径間+3径間連続変断面RC床版鋼箱桁橋
- 橋長 - 304.000 m
  - 支間割 - ( 2×59.500 m ) + ( 59.500 m + 60.000 m + 63.400 m )
- 幅員 - 9.750 m
  - 車道 - 7.250 m
  - 歩道 - 片側2.500 m
- 施工 - 川崎重工業・松尾橋梁・三井造船・宮地鐵工所
- 架設工法 - 自走クレーン・ベント工法

## 歴史
古くから、両岸に綱をかけ、それを手繰り寄せて渡る安田の渡しがあった。これは、第4次川中島の戦いで上杉謙信が越後に退却する際に、この渡しで綱を切ることで追撃を免れたとの伝説から綱切の渡しとも呼ばれ、現在の橋名の由来にもなっている。
1873年（明治6年）に飯山町の有志5名が発願人となり、渡しの約20 m上流に有料の船橋である上船橋が架橋された。この橋の開通によって、川西の善光寺街道に変わり、安田 - 赤岩を経由して立ヶ花・豊野・長野方面への交通が増加した。
しかし、度重なる水害で経営難に陥り、下水内郡会が経営を引きうけた。その後1910年（明治43年）に県に移管され、舟橋と木橋の混合橋に改装され、安田橋と名を変えた。
昭和の不況下で国の救農土木事業を受けて、安田橋の架け替え計画が持ち上がった。1934年（昭和9年）に着工し、1935年（昭和10年）8月9日に工費24万937円を費やして開通した。支間長70 m、橋長283.6 m、幅員5.5 mの単純ワーレントラス橋4連に架け替えられ、綱切橋の名になった。
幅員狭小、河川改修に支障をきたしていたことから1980年（昭和55年）架橋計画ができ、1986年度（昭和61年度）に着工され、1990年（平成2年）7月に旧橋の上流側約80 mに完成した。旧橋は翌1991年（平成3年）に撤去され、旧橋の親柱にあった橋銘板と設計図の4枚は県から飯山市教育委員会に贈られた。新橋の完成と共に、歩行者を北風と雪から保護していたよしず張りから化学繊維のネットに役割が継承された。